# Tractat d'Adrianòpolis (1829)
El  Tractat d'Edirne o Adrianòpolis  (14 de setembre de 1829) va ser un acord de pau pel qual es posava fi a la Guerra russo-turca, en la qual Rússia havia aconseguit importants victòries en el Caucas i els Balcans. El conflicte es va originar per la intervenció de l'Imperi Rus, Gran Bretanya i França a la Guerra d'independència grega, i la clàusula principal del tractat concedia a Grècia la independència total enfront de l'Imperi Otomà. En altres clàusules s'obligava als otomans a cedir a Rússia les illes situades a la desembocadura del Danubi, la franja caucàsica de la costa del mar Negre i a permetre utilitzar el pas de l'estret dels Dardanels. Així mateix, l'Imperi Otomà va reconèixer la sobirania de Rússia en Geòrgia, l'autonomia de Sèrbia i l'autonomia de Moldàvia i Valàquia (garantint la seva prosperitat, i la plena "llibertat de comerç ") sota la supervisió de Rússia. Aquest tractat va suposar un pas més en el declivi de l'Imperi Otomà, que havia assolit la seva màxima extensió a 1683, quan les seves fronteres van arribar fins a les portes de Viena.